# Horst Hübsch
Horst Hübsch (* 10. Mai 1952 in Saarbrücken; † 1. August 2001 in Homburg) war ein deutscher Künstler.

## Leben
Horst Hübsch verbrachte seine Kindheit und Jugendzeit in Saarbrücken. Nach dem Abitur (1974) studierte er von 1974 bis 1977 an der Staatlichen Werkkunstschule in Saarbrücken, einer der Vorgängereinrichtungen der heutigen Hochschule der Bildenden Künste Saar. Dem schloss er eine Lehre als Steinbildhauer bei einem Saarbrücker Steinmetzbetrieb an. Von 1991 bis 1993 absolvierte er ein Studium der Malerei an der Hochschule der Künste in Berlin. Seit 1981 war Hübsch als freischaffender Künstler und Kunstdozent tätig.
Hübsch war ein lesender Mensch, ein intellektueller Geist. Ihn interessierten vor allem philosophische Fragestellungen, das politische Geschehen sowie die Wechselwirkungen jedweder Einflüsse des gesamten menschlichen Umfeldes. Sein Motto, dem er konsequent sein gesamtes Wirken – insbesondere sein künstlerisches Schaffen – unterordnete, war: „Alles hat mit Allem zu tun.“
Hübsch war verheiratet und hatte aus erster Ehe einen Sohn. Er lebte und arbeitete überwiegend in Saarbrücken und der Großregion Luxemburg, Lothringen, Saarland, Rheinland-Pfalz und Wallonien. Der Künstler starb nach kurzer, schwerer Krankheit im Alter von 49 Jahren.

## Werkbeschreibung
Bereits als Kind interessierte sich Hübsch für die Malerei und zeichnete nachhaltig alles, was um ihn herum geschah. In seiner Jugendzeit beeindruckte ihn die Malerei des englischen Künstlers Francis Bacon dermaßen, dass er nach Paris trampte, um eine Ausstellung mit dessen Werken zu sehen. Ihn faszinierte die Fähigkeit Bacons, den modernen Menschen in seiner existentiellen Zerrissenheit, seiner sozialen Vereinsamung und seiner kreatürlichen Rohheit schonungslos darzustellen. Auch die malerischen Techniken des Autodidakten Bacon beeinflussten Horst Hübsch in seinen späteren Arbeiten nachhaltig: seinem Vorbild nachempfunden arbeitete er mit unterschiedlichen Materialien in einer frei gehandhabten Mischtechnik, er fügte zerrissene Pappe mit organischen Stofffetzen, Malfarben und Fundstücken zusammen.
Im Laufe der Jahre wurden Hübschs Motive ebenso wie seine Farben immer dunkler, düsterer und morbider. Seine bevorzugte Farbe wurde schwarz in allen Schattierungen, sein Hauptmotiv war das Kreuz, das er in zahlreichen Variationen malte. Mit diesem Sinnbild verband er nach eigener Aussage einerseits den Treffpunkt zweier Linien, andererseits sah er in ihm den „Schnittpunkt zwischen Tod und Leben“. Er sah in dem christlichen Symbol die Metapher für eine dialektische Beziehung zwischen zwei unterschiedlichen Situationen, Beziehungen, Strömungen oder Positionen. Bei einem Künstlergespräch äußerte sich Hübsch, seine ihn bewegenden Themenkreise seien „Tod, Eros und Mystik“. In einem Nachruf kennzeichnete ihn die Kunstkritikerin Sabine Graf als „… Mann, der mit einer gewissen Delikatesse über Tod und Sterben sprach“ (s. Literaturangaben). Mit seinen dunklen, depressiv wirkenden Farben und Farbschlieren entsprach Hübsch nicht dem gängigen Kanon der Malerei. Seine Werke wirken sperrig, nie gefällig.

## Preise / Auszeichnungen
- 1984 Preis für Junge Malerei (Metz), 2. Preis
- 1988 Stipendium des Saarlandes für die Casa Baldi in Olevano Romano
- 1989 Förderpreis der Stadt Saarbrücken
- 1992 Stipendium der Stiftung Kulturfonds (Berlin): Studienaufenthalt im Künstlerhaus Schloss Wiepersdorf
- 1993 Stipendium des Saarlandes für die Cité Internationale des Arts, Paris
- 1994 Stipendium des Landes Schleswig-Holstein im Künstlerhaus Lauenburg (Elbe)
- 1994 Stipendium im Künstlerbahnhof Ebernburg e.V.
- 1996 Stipendium „Atelier Worpswede“
- 1997 Stipendium Künstlerhaus Haid

## Einzelausstellungen
- 1983 Galerie der Jugend, Saarbrücken
- 1984 VHS-Zentrum Saarbrücken (Kreiskulturhaus)
- 1985 Galerie Steinert, Saarbrücken
- 1985 Galerie Oeil, Forbach
- 1987/88/91 Galerie Weinand-Bessoth, Saarbrücken
- 1987 Saarland Museums, Saarbrücken
- 1988 Galerie Lillebonne, Nancy/Frankreich
- 1988 Galerie Oeil, Forbach/Frankreich (Katalog)
- 1989/93 Galerie Espace Bateau Lavoir, Paris
- 1989 Formart Galerie, Zweibrücken-Mörsbach
- 1990 Galerie Lüpfert, Hannover
- 1991 Pfalzgalerie, Kaiserslautern
- 1992 Galerie im Hof, St. Wendel
- 1993 Städtische Galerie (Schloß), Oberhausen
- 1994 Haus der Saar, Paris
- 1994 Künstlerhaus, Lauenburg/Elbe
- 1994 Deutsche Bank, Köln
- 1994 Künstlerbahnhof, Ebernburg
- 1995 Galerie im Belgischen Viertel, Köln
- 1995 Galerie Studio Rosha, München
- 1995 Orangerie, Blieskastel
- 1995 Galerie im Johannishof, Regensburg
- 1995 Museum St. Wendel
- 1996 Kahnweilerhaus, Rockenhausen
- 1996 Kommunale Galerie (Altes Rathaus), Worpswede
- 1996 Galerie im Museum (Bürgerhaus), Neunkirchen
- 1997 Nachfolge-Christi-Kirche, Bonn
- 1998 Galerie X, München
- 1998 Himmelfahrtskirche, München-Sendling
- 1999 Kunstverein Dillingen im Alten Schloß, Dillingen
- 1999 Heimatmuseum St. Arnual, Saarbrücken
- 2001 Rathausgalerie, St. Ingbert
- 2004 Kunstzentrum Bosener Mühle, Bosen
- 2010 Galerie Besch, Saarbrücken: „Ich bin vielleicht eine vergessene Landschaft“. Eine repräsentative Auswahl
- 2013 Galerie im KuBa (Kulturzentrum am Eurobahnhof), Saarbrücken

Hübsch nahm an zahlreichen Gemeinschaftsausstellungen teil.